# Бельвер-де-Сінка
Бельвер-де-Сінка (ісп. Belver de Cinca) — муніципалітет в Іспанії, у складі автономної спільноти Арагон, у провінції Уеска. Населення — 1380 осіб (2009).
Муніципалітет розташований на відстані близько 360 км на північний схід від Мадрида, 70 км на південний схід від Уески.
На території муніципалітету розташовані такі населені пункти: (дані про населення за 2009 рік)
- Бельвер-де-Сінка: 1305 осіб
- Монте-Хулія: 15 осіб
- Сан-Мігель: 21 особа
- Валонга: 21 особа

## Демографія
Динаміка населення (INE ):